# 劇場版 炎神戦隊ゴーオンジャーVSゲキレンジャー
- スーパー戦隊シリーズ
  - 炎神戦隊ゴーオンジャー > 劇場版 炎神戦隊ゴーオンジャーVSゲキレンジャー
  - 獣拳戦隊ゲキレンジャー > 劇場版 炎神戦隊ゴーオンジャーVSゲキレンジャー

『劇場版 炎神戦隊ゴーオンジャーVSゲキレンジャー』（げきじょうばん えんじんせんたいゴーオンジャー たい ゲキレンジャー）は、2009年1月24日より東映系で公開された日本の映画作品。特撮ヒーロー番組「スーパー戦隊シリーズ」『炎神戦隊ゴーオンジャー』の映画化作品であり、スーパー戦隊VSシリーズの一つでもある。

## 概要
21世紀に入ってからのスーパー戦隊シリーズは、夏ごろに現行作品の劇場版の上映、翌年春に前年度の戦隊と共演するスーパー戦隊Vシネマ（以下、Vシネマ）のリリースという形が定着していた。『炎神戦隊ゴーオンジャー』と『獣拳戦隊ゲキレンジャー』の共演作として制作された本作品も例年通りVシネマとしてDVDのレンタル・発売のみに当初､予定していたが、リリースに先駆ける形で2009年1月24日より「新春スーパー戦隊祭」枠として劇場公開されることが、2008年12月に急遽決定する。
これは、2009年1月17日より東映系で劇場公開される予定だった映画『ふうけもん』の上映中止に伴う代替措置であり、また映画冒頭では劇場公開の経緯について「本作品がVシネマ通算15作品目であることを記念して」とも語られている。このため本作品の映画鑑賞前売り券は発売されず、鑑賞料金も特別設定であった。また、Vシネマとしてのリリースも例年通りのスケジュールで行われたため、結果として公開開始から2カ月足らずという異例の早さでのDVD発売となった。
複数の戦隊が共演する作品の劇場公開は「東映まんがまつり」枠の『ジャッカー電撃隊VSゴレンジャー』以来であり、スーパー戦隊シリーズの単独劇場公開作品はこれが初となる。また、脚本の香村純子、監督の諸田敏の両名ともVSシリーズ初担当となる。
本作品の劇場公開をきっかけに、以後のVSシリーズは「スーパー戦隊祭」として劇場版での公開に移行することになり、それまでのVシネマ作品としてのフォーマットでの制作は本作品が最後となった。また翌年以降はVSシリーズに代わるVシネマとして、各戦隊の後日譚を中心とした「帰ってきたシリーズ」が展開されている。
2000年代中ごろのスーパー戦隊Vシネマでお約束となっていた「恐竜や」絡みの作品リンク要素は本作品でも踏襲されており、作中では範人と美希の二人がそれぞれバイトと常連客として面識があるという形で描写されている。監督の諸田敏によると「この下り（恐竜や）はカットしたほうが良くない?」と荒川に提案したが、「いや、ここは絶対に残してください!」と強硬に主張して、無理やり話にねじ込んだとのことである。

## 同時上映作品
前述の通り、本来は劇場公開を前提とした作りではないため、上映に当たってはVシネマの本編に加え、本編前後に流れるゴーオンジャーのメンバーが進行役を務める映像や、以下の同時上映作品も含めて1本の映画を構成している。上映の最後には、ゲキレッド、ゴーオンレッド、シンケンレッドが一堂に会した映像も流れている。
『'08真夏のゴーオンライブ!』
2008年夏に行われたトークライブショーのダイジェスト。
『'09ニューヒーロー戦力ファイル!』
『侍戦隊シンケンジャー』『仮面ライダーディケイド』のプロモーション映像。

## あらすじ
無間龍ロンとの戦いを終えて、しばらく経ったある日。真咲なつめの誕生日会のために旅から戻ってきた漢堂ジャン / ゲキレッドは、ガイアークのヌンチャクバンキと交戦したが、再会した宇崎ラン / ゲキイエローや深見レツ / ゲキブルーとともに異空間へ飛ばされてしまう。その後、深見ゴウ / ゲキバイオレット、久津ケン / ゲキチョッパー、そして炎神戦隊ゴーオンジャーが合流したが、戦いの最中、スピードルを始めとした相棒たちの炎神ソウルとロンが封じられた慟哭丸を奪われてしまう。炎神ソウルを取り戻すため、ゴーオンジャーはゲキレンジャーから獣拳を教わることになる。

## 登場キャラクター
テレビシリーズからの登場キャラクターのうち、『ゲキレンジャー』テレビシリーズで死亡した理央とメレは、『特捜戦隊デカレンジャーVSアバレンジャー』におけるアバレキラーを踏襲した方法で再登場している。また時系列の都合上、『ゲキレンジャー』の映画『電影版 獣拳戦隊ゲキレンジャー ネイネイ!ホウホウ!香港大決戦』に登場しなかったテレビシリーズのレギュラー陣（深見ゴウ / ゲキバイオレット、久津ケン / ゲキチョッパー、ロン）は本作品が映画作品への初登場となる。
またVシネマ前作『獣拳戦隊ゲキレンジャーVSボウケンジャー』に引き続き、Vシネマオリジナルの巨大ロボ「ゲキリントージャウルフ」も再登場している。

### オリジナルキャラクター
ヌンチャクバンキ
メカと三大臣が合作したガイアークの害地水気スペシャル目蛮機獣。語尾は「…ッチャ」。通常のヌンチャクや磁石がついたヌンチャクなど様々なヌンチャクを振り回してのスピード戦法を得意としている。メカより臨獣トータス拳を伝授されているほか、中盤に慟哭丸ソウルを埋め込まれてさらにパワーアップする。
『仮面ライダー×スーパー戦隊 スーパーヒーロー大戦』では大ザンギャックの怪人として登場。『仮面ライダー×スーパー戦隊×宇宙刑事 スーパーヒーロー大戦Z』では宇宙犯罪組織マドーの怪人として登場し、最終決戦では仮面ライダーBLACK RXと交戦する。
- デザインは酉澤安施が担当した。ヌンチャクからの連想でブルース・リーをモデルにしている。至るところにヌンチャクを配置し、衣服や機械で構成された身体を表現している。胸の赤い部分はブルース・リーの代表作で、敵に付けられた傷を表現している。武器のヌンチャクは、炎神ソウルを吸い付けるため、一目で先がそのまま磁石になったものと分かるようになっている。

ロンバンキ
復活したロンがヌンチャクバンキの肉体を奪って復活した姿。意識はロンのものであり、上半身に七つの龍の首が付いており、口からの火球やビーム、雷撃が武器。ゲキリントージャウルフと、エンジンオーG9の2体を圧倒するなどかなりの戦闘力を誇る。ゴーオンジャーの超超スペシャルハイウェイバスターと、ゲキレンジャーの超超スペシャル激臨砲でダメージを受け、巨大化するも、最後はエンジンオーG12とサイダイゲキリントージャのスーパー戦隊炎神ビーストグランプリに倒され慟哭丸に戻される。
- デザインは酉澤が担当した。ロンの要素については篠原保によるオリジナルのデザインを踏襲している。スーツはヌンチャクバンキの上半身を差し替えている。デザインイメージは、機械が徐々に溶けて無間龍の彫像になっていくもの。シルエットは、各首を阿修羅像のような広がりが出るように配置している。そのため、メインの首が普通の頭の位置ではなく、効果を生み出すため、他の首の中心にしている。

臨獣トータス拳メカ
臨獣トータス拳の使い手。臨獣殿の残党。語尾は「…でまんねん」で若干関西訛り。「臨獣殿一の天才」を自称し、ヌンチャクバンキを最強の蛮機獣にして、世界を臨獣殿で支配しようと目論むマッドエンジニア。堅い臨気の甲羅で覆われた全身は、相手の攻撃を軽々と弾く。ハンマーを武器とする。球体だった慟哭丸を炎神ソウルと同じ形状の慟哭丸ソウルに加工するほど技術力は高い。奪い取った炎神ソウルを不用と判断して捨てようとするなど、意外と口より先に手が出るタイプである。臨獣拳使いだがロンの存在を知っており、ロンを復活させようとする。最後はゴーオンジャーの超超スペシャルハイウェイバスターと、ゲキレンジャーの超超スペシャル激臨砲で倒される。
- デザインは篠原保が担当した。元々はゲキレンジャー本編にアイデアのみを提出しており、本作品で改めて描き起こしている。名前はメカであるが、メカ系のデザインは『電影版 獣拳戦隊ゲキレンジャー ネイネイ!ホウホウ!香港大決戦』の銘功夫で用いているため、メカ風にも見える生物としてデザインされている。露骨に機械を身に着けるのではなく、リクガメの身体の部位から抽出したパーツを規則的に配置させ、メカのような作為性を出している。ハンマーの打面のデザインイメージは亀の甲羅をモチーフとした置き鏡をそのまま取り入れており、逆側はロケットノズルのようにしている。

使用リンギ
- 甲羅苦円（）：相手を別空間へと飛ばす。
- 亀噛火（）：手足を引っ込めてジェット攻撃をする。
- 空裂波（）：裂波空間へ相手を飛ばす。
- 時劣態（）：ダメージを時間差で与える技。

## 映画新規必殺技
激気スピードルサーベルストレート
ゴーオンレッドが体得した獣拳を用いたサーベルストレートの強化技。

炎神拳
ゴーオンジャーの5人がゲキレンジャーとの修行により修得した獣拳。モチーフはそれぞれのパートナー炎神。ゴーオンブルー・イエロー・グリーン・ブラックは拳から、レッドはマンタンガンから放った。
ドルドル弾
オンオン弾
ブイブイ弾
バルバル弾
ガンガガンガ弾

激臨炎神弾
リオがゴーオンレッドとゲキレッドに臨気注入を行い2人が相手に密着させた拳から激気と臨気を放つ技。
超超スペシャルハイウェイバスター
ゴーオンジャーのスーパーハイウェイバスターとゴーオンウイングスのウイングブースター（2本）を合わせて発射する技。炎神ソウルなしでも使用可能。
超超スペシャル激臨砲
ゲキレッド・ブルー・イエローのゲキバズーカ、ゲキバイオレットの厳厳拳、ゲキチョッパーの捻捻弾、そしてリオとメレの技を一斉放射する技。激気合一の強化版である。
スーパー戦隊・炎神ビーストグランプリ
エンジンオーG12とサイダイゲキリントージャの合体技。12体の炎神、10体のゲキビースト、2体のリンビースト、そしてサイダインのオーラを一斉に発射し、ロンバンキを慟哭丸に戻した。

## スタッフ
- 製作 - 石井徹（東映ビデオ）、亀山慶二（テレビ朝日）、松田英史（東映エージエンシー）
- 企画 - 日達長夫（東映ビデオ）、梅澤道彦（テレビ朝日）、小川政則（東映エージエンシー）
- エグゼクティブプロデューサー - 鈴木武幸（東映）、杉山登（テレビ朝日）、疋田和樹（東映エージエンシー）
- 原作 - 八手三郎
- プロデュース - 加藤和夫（東映ビデオ）、佐々木基（テレビ朝日）、矢田晃一（東映エージエンシー）、日笠淳、和佐野健一（東映）
- 脚本 - 香村純子、荒川稔久
- 音楽 - 大橋恵、三宅一徳
- 撮影 - 松村文雄
- 助監督 - 加藤弘之、荒川史絵
- プロデューサー補 - 郷田龍一、深田明宏
- 製作デスク - 青柳夕子、下前明弘
- 製作担当 - 谷口正洋
- 特撮監督 - 佛田洋
- アクション監督 - 石垣広文（ジャパンアクションエンタープライズ）
- 制作 - テレビ朝日、東映ビデオ、東映、東映エージエンシー
- 配給 - 東映
- 監督 - 諸田敏

## キャスト
- 江角走輔 / ゴーオンレッド - 古原靖久
- 香坂連 / ゴーオンブルー - 片岡信和
- 楼山早輝 / ゴーオンイエロー - 逢沢りな
- 城範人 / ゴーオングリーン - 碓井将大
- 石原軍平 / ゴーオンブラック - 海老澤健次
- 須塔大翔 / ゴーオンゴールド - 徳山秀典
- 須塔美羽 / ゴーオンシルバー - 杉本有美
- 漢堂ジャン / ゲキレッド - 鈴木裕樹
- 宇崎ラン / ゲキイエロー - 福井未菜
- 深見レツ / ゲキブルー - 高木万平
- 深見ゴウ / ゲキバイオレット - 三浦力
- 久津ケン / ゲキチョッパー - 聡太郎
- 理央 / 黒獅子リオ - 荒木宏文
- メレ / 獣人メレ - 平田裕香
- ロン - 川野直輝
- ケガレシア - 及川奈央
- 真咲なつめ - 桑江咲菜
- 真咲美希 - 伊藤かずえ

### 声の出演
- 炎神スピードル - 浪川大輔
- 炎神バスオン - 江川央生
- 炎神ベアールV - 井上美紀
- 炎神バルカ - 保志総一朗
- 炎神ガンパード - 浜田賢二
- 炎神キャリゲーター - 津久井教生
- 炎神トリプター - 石川静
- 炎神ジェットラス - 古島清孝
- 炎神ジャン・ボエール - 西村知道
- ボンパー - 中川亜紀子
- ヨゴシュタイン - 梁田清之
- キタネイダス - 真殿光昭
- ヌンチャクバンキ - 吉水孝宏
- メカ - 宇垣秀成
- バエ - 石田彰
- マスター・シャーフー - 永井一郎

### スーツアクター
- ゴーオンレッド[12]、ゲキレッド[12] - 福沢博文
- 押川善文
- 人見早苗
- 竹内康博
- 清家利一
- 渡辺淳
- 野川瑞穂
- 日下秀昭
- 蜂須賀祐一
- 岡元次郎
- 伊藤慎
- 神尾直子
- 大林勝
- 村岡弘之
- 的場耕二
- 中川素州
- 永徳
- 佐藤太輔
- 田中宏幸
- 下園愛弓
- 矢部敬三
- 金田進一
- 伊藤教人
- 渡邉昌宏
- 橋本恵子
- 小野友紀
- 橋口未和
- 藤井祐伍
- 高橋玲
- 横田遼
- 森村修一
- 藤田慧
- 浅井宏輔
- 中野高志
- 遠藤誠
- 竹中寛幸
- 岡田貴喜
- 内川仁朗
- 福住咲希
- 中村博亮

## 音楽
主題歌
オープニング・テーマ「炎神戦隊ゴーオンジャー」
作詞：マイクスギヤマ / 作曲：岩崎貴文 / 編曲：Project.R（大石憲一郎、岩崎貴文） / 歌：高橋秀幸 (Project.R)
前作同様、テレビサイズではなく、ラストサビ（F#m転調後）も使用されている。
エンディング・テーマ「明日もゴーオンジャー」
作詞：マイクスギヤマ / 作曲・編曲：TAKKRATTS / 歌：岩崎貴文(Project.R)
『ゴーオンジャー』の挿入歌。
挿入歌
「BANG! BANG! ゴーオンジャー」
作詞：マイクスギヤマ / 作曲：古家学 / 編曲：TAKKARATTS / 歌：NoB (Project.R)
「獣拳戦隊ゲキレンジャー」
作詞：及川眠子 / 作曲：岩崎貴文 / 編曲：京田誠一 / 歌：谷本貴義、ヤング・フレッシュ

## 宣伝活動
本作品の公開を記念して、酒井一圭（『百獣戦隊ガオレンジャー』牛込草太郎 / ガオブラック役）を中心に、戦隊OB俳優による自主制作CMがYouTubeなどの動画投稿サイトにアップされた。
これらはあくまでも非公式な取り組みではあるが、CM撮影には東映東京撮影所が使われたり、日笠淳プロデューサーからの謝辞の言葉が『ゴーオンジャー』の公式HP上に掲載された。
参加俳優は以下の通り。
『百獣戦隊ガオレンジャー』より
- 酒井一圭（牛込草太郎 / ガオブラック役）
- 柴木丈瑠（鮫津海 / ガオブルー役）
- 岳美（テトム役）

『超新星フラッシュマン』より
- 植村喜八郎（ダイ /　グリーンフラッシュ役）

『救急戦隊ゴーゴーファイブ』より
- 原田篤（巽ショウ / ゴーグリーン役）

『特捜戦隊デカレンジャー』より
- 稲田徹（ドギー・クルーガー / デカマスターの声）

この他にも戦隊関係者ではないが、大田恭臣（『ライオン丸G』虎錠之介 / タイガージョー役）が参加している。
また、1月19日にはロフトプラスワンにおいて応援イベントが開催。1月20日に新宿バルト9で行われた完成披露試写会には、さとう珠緒（『超力戦隊オーレンジャー』丸尾桃 / オーピンク 役）が「応援団長」として、『オーレンジャー』当時の衣装で登場した。

## 他媒体展開
『テレまんがヒーローズ』で能田達規による漫画版が掲載された。

## 映像ソフト化
- 劇場版 炎神戦隊ゴーオンジャーVSゲキレンジャー（DVD1枚組、2009年3月21日発売[4]、2009年3月13日レンタル開始[4]）
  - 映像特典
    - メイキング
    - 劇場予告編
    - TVスポット
    - VSデザインファイル
    - VS拳士列伝&蛮機獣図鑑
    - ポスタービジュアル

  - 初回限定特典
    - ヒューマンワールドパスポート